# Zhou Xiaowen
Zhou Xiaowen (周晓文), aussi surnommé Zhou est un réalisateur chinois né à Pékin en 1954. Il a été diplômé de l'Université de Cinéma de Pékin en 1975 et fait partie de la cinquième génération du cinéma de Chine continentale.

## Filmographie
- 1987 : Desperation (Zui Hou de Feng Kuang) - réalisation
- 1987 : In Their Prime (Tamen zheng nianqing) - réalisation
- 1988 : Obsession (Feng kuang de dai jia) - réalisation et scénario
- 1991 : No Regrets (Qingchun wu hui) - réalisation et direction de la photographie
- 1992 : Qingchun chongdong - réalisation et scénario
- 1993 : The Lie Detector (Ce huang qi) - réalisation
- 1993 : The Trail (Da lu) - réalisation
- 1994 : Black Mountain (Hei shan lu) - réalisation, scénario et direction de la photographie
- 1994 : Ermo (二嫫) - réalisation
- 1996 : The Emperor's Shadow (Qin song) - réalisation
- 1998 : Common People - réalisation